# ギャリー・ライトボディ
ギャリー・ライトボディ（英: Gary Lightbody、1976年6月15日 - ）は、北アイルランドの歌手、ミュージシャン。スコットランドのロック・バンド「スノウ・パトロール」のボーカル、ギター。

## 来歴
北アイルランドバンガーにて生まれる。妹が一人いる。学生時代にシェイマス・ヒーニーの作品に触れたことをきっかけに詩や歌詞などを書き始める。
1994年、英文学を学ぶためにスコットランドのダンディー大学へ進学。大学ではアイスホッケーを習い、試合に出場していた。同年には同じ大学に通うメンバーと意気投合したことからスノウ・パトロールを結成。

## 人物
- X-MENのファンで好きなキャラクターはウルヴァリンである。また大のコミックファンで中には一度も開けていないものもあり、インタビューにて幾つかレアなコミックがあることを願っており、「少額の年金をもらえるかもしれない」と気楽に話した。
- スノウ・パトロールの音楽傾向からロマンチックな恋愛曲を作ることが多いが、女性と話すのが苦手である。また恋愛に関しては破滅的な関係を経験しており、「女性に関してはくだらない」と考え、この失敗を自分のせいにする。また関係失敗の原因として「同じ場所に長い間留まらなかった」と考えている。

## 作品

### フィーチャリング
- ザ・ラスト・タイム - テイラー・スウィフト『レッド』（2012年）
- ザ・ラスト・タイム（テイラー・バージョン）『レッド (テイラー・バージョン)』（2021年）